# Textielgrondstoffen
Textielgrondstoffen zijn vezels en filamenten die gebruikt worden in de textielindustrie.
Vezels kenmerken zich door een beperkte lengte van 10 tot 500 mm, terwijl filamenten in principe eindeloos zijn. Om van vezels een garen te kunnen spinnen moeten de vezels een spinverband hebben. De vezels zijn dan niet helemaal recht. Rechte vezels houden elkaar niet vast en glijden langs elkaar zodat geen garen gevormd kan worden. Katoen heeft een kurkentrekkervorm, wol is gegolfd en kunstmatige vezels hebben meestal een zigzag kroezing. 
De vezellengte wordt aangegeven met de stapel of stapellengte. Hiermee wordt de gemiddelde vezellengte bedoeld. Verschillende soorten stapeldiagrammen zijn hieronder getekend.
De twee linkse zijn van natuurlijke vezels en het rechtse van een kunstmatige vezel. Voor een goede garenkwaliteit is een lange vezel met een zo gelijkmatig mogelijk stapeldiagram van voordeel.
Filamenten vormen reeds een garen en zijn in principe geschikt voor verdere verwerking. Zowel de vezels als filamenten hebben standaard een doorsnede van 10 tot 40 micrometer. 
Met infraroodsensoren is gebruikt textiel te sorteren op vezelsamenstelling. Een machine kan zo gedragen kleding sorteren tot balen textiel van één soort, bijvoorbeeld 100% katoen. Daarna kan het met vervezelingsmachines opnieuw tot spinbare vezels verwerkt worden.
Vezels kunnen in een aantal groepen verdeeld worden volgens onderstaand schema:

## Natuurlijke vezels
- Plantaardige vezels
  - Zaadvezels: katoen
  - Bast- of stengelvezels: vlas (linnen), jute, hennep en ramie
  - Bladvezels: sisal
  - Vruchtvezels: kapok, kokosvezel
  - Stengels: Bies (Schoenoplectus)
- Dierlijk
  - wol, zijde
- Mineraal
  - asbest[2], wollastoniet, turfwol

## Kunstmatige vezels
- Op natuurlijke basis
  - Viscose, lyocell, modal, tencel, acetaat, glaswol, steenwol
- Op synthetische basis
  - Polyamide, polyester, polyacryl, aramide, elasthaan

De opsomming in het schema is niet uitputtend. Vooral in de groep kunstmatige vezels bestaan nog veel meer soorten.